# Femeia fantastică (film din 2017)
Femeia fantastică (în engleză Wonder Woman) este un film american cu supereroi din 2017. Este a patra intrare în Universul Extins DC (DCEU).

## Acțiune
În prezent, Diana Prince (identitatea secretă a super-eroinei Femeia Fantastică) primește o fotografie într-o ramă de la Wayne Enterprises cu ea și patru bărbați, făcută în timpul Primului Război Mondial. Astfel, ea începe să-și amintească trecutul. 
În calitate de fiică a reginei Hippolyta, Diana a fost crescută pe insula secretă Themyscira, casa femeilor războinice numit Amazonienele, create de Zeus pentru a proteja omenirea. Hippolyta îi spune Dianei povestea Amazoanelor, inclusiv modul în care zeul Ares, unul dintre fii lui Zeus, a devenit gelos pe omenire și a orchestrat distrugerea acesteia. Când ceilalți zei au încercat să-l oprească, Ares i-a ucis pe toți cu excepția lui Zeus, care și-a folosit ultima putere pentru a-l răni grav pe Ares și astfel a-l forța să se retragă, în timp ce el a murit. Zeus le-a lăsat Amazoanelor în grijă insula și o armă numită "Ucigașa de Zei", pentru a le pregăti pentru întoarcerea lui Ares.
Deși inițial îi interzice Dianei să se antreneze ca un războinic, Hippolyta este de acord să-și lase sora, Antiope, s-o antreneze pe Diana, dar mai riguros decât pe orice alt războinic. În 1917, Diana, acum o femeie tânără, salvează un pilot american, căpitanul Steve Trevor, după ce avionul său se prăbușește lângă coasta Themyscirei. Insula este în curând invadată de un crucișător german care l-a urmărit pe Trevor. Amazoanele ucid echipajul, dar Antiope se sacrifică pentru a o salva pe Diana. 
Steve este interogat cu Lasoul lui Hestia și dezvăluie că război de proporții uriașe consumă lumea și că el este un spion al Aliaților. Steve furat un ziar al chimistului șef Isabel Maru, care încearcă să creeze niște iperită mortală, sub ordinele generalului Erich Ludendorff într-o instalație de armament din Imperiul Otoman. Crezându că Ares este răspunzător de război, Diana se înarmează cu sabia "Ucigașa de Zei", cu lasoul și cu armura ei, iar apoi pleacă din Themyscira împreună cu Steve pentru a-l localiza și opri Ares pentru totdeauna.
În Londra, ei livrează carnetul lui Maru la Consiliul Suprem de Război, unde Sir Patrick Morgan încearcă să negocieze un armistițiu cu Germania. Diana traduce notițele lui Maru și află că germanii intenționează să elibereze gazul mortal pe Frontul de Vest. Deși comandantul său i-a interzis să acționeze, Steve, cu permisiune secretă de la Sir Patrick, îi recrutează pe spionul Sameer, pușcașul Charlie și traficantul Chief pentru a-l ajuta să prevină eliberarea gazului. Echipa ajunge pe frontul din Belgia, unde Diana merge singură și capturează șanțul inamic, permițând forțelor Aliaților să o ajute să elibereze satul Veld. Echipa sărbătorește pentru scurt timp, în timp ce Diana și Steve devin mai apropiați romantic.
Echipa află că o gală va avea loc la Înaltul Comandament German din apropiere. Steve și Diana se infiltrează separat la petrecere, unde Steve intenționează să localizeze gazul și să-l distrugă, în timp ce Diana intenționează să-l ucidă pe Ludendorff, crezând că el este Ares și astfel moartea sa va sfârși războiul. Steve o oprește pentru a nu-i periclita misiunea, dar acest lucru îi permite lui Ludendorff să elibereze gazul în Veld, ucigând toți locuitorii. Învinuindu-l pe Steve că a intervenit, Diana îl urmărește singură pe Ludendorff la o bază unde gazul este încărcat într-un avion bombardier care se îndreptată spre Londra. Diana se luptă și îl ucide pe Ludendorff, dar este confuză și deziluzionată atunci când moartea lui nu oprește războiul.
Atunci, Sir Patrick apare și dezvăluie că el este Ares. El îi spune Dianei că, deși a dat în mod subtil oamenilor idei și inspirații, folosindu-i pe Ludendorff și Maru ca spioni, decizia de a recurge la luptă și violență este doar a lor, deoarece sunt în mod inerent corupți. Când Diana încearcă să-l ucidă pe Ares cu sabia "Ucigașa de Zei", el o distruge, dezvăluind apoi că Diana că este "Ucigașa de Zei", fiica lui Zeus și a Hippolytei. Ares încearcă s-o convingă pe Diana să-l ajute să distrugă omenirea pentru a restabili paradisul pe Pământ, dar ea refuză. Între timp, echipa lui Steve distruge laboratorul lui Maru, iar Steve fură avionul care transportă otrava și îl pilotează până la o altitudine sigură unde se sacrifică și îl explodează, cu tot cu el. Ares încearcă să direcționeze furia și durerea Dianei despre moartea lui Steve pentru a o convinge s-o omoare pe Maru, dar amintirile experiențelor ei cu Steve o fac să realizeze că oamenii au bine în ei. Diana o cruță pe Maru și redirecționează fulgerul lui Ares înapoi către el, ucigându-l pentru totdeauna. Mai târziu, echipa și întreaga Londra sărbătorește sfârșitul războiului, în timp ce Diana se duce la un memorial pentru Steve, aflat pe un panou cu toți cei care au murit în război. 
În prezent, Diana îi trimite un e-mail lui Bruce Wayne mulțumindu-i pentru fotografia cu ea și Steve, iar apoi își reafirmă noua misiune de a lupta în numele umanității.

## Personaje
- Diana (jucată de Gal Gadot) este o prințesă războinică a Amazoanelor
- Steve Trevor (Chris Pine) este un pilot și spion american

## Recepție
| Premiu                                        | Data ceremoniei   | Categorie                                                                  | Primitor(i)                                                                                               | Rezultat     | Ref(s)               |
| --------------------------------------------- | ----------------- | -------------------------------------------------------------------------- | --- | ------------ | -------------------- |
| AARP's Movies for Grownups Awards             | 5 februarie 2018  | Readers' Choice Poll                                                       | Wonder Woman                                                                                              | Câștigat     | [ 9 ] [ 10 ]         |
| American Film Institute Awards                | January 5, 2018   | Top Ten Films of the Year                                                  | Wonder Woman                                                                                              | Câștigat     | [ 11 ]               |
| Art Directors Guild Awards                    | January 27, 2018  | Excellence in Production Design for a Fantasy Film                         | Aline Bonetto                                                                                             | Nominalizare | [ 12 ]               |
| Casting Society of America                    | January 18, 2018  | Feature Big Budget – Drama                                                 | Lora Kennedy, Kristy Carlson, Lucinda Syson, Jeanette Benzie (Associate)                                  | Nominalizare | [ 13 ]               |
| Cinema Audio Society Awards                   | February 24, 2018 | Outstanding Achievement in Sound Mixing for a Motion Picture – Live Action | Chris Munro, Chris Burdon, Gilbert Lake, Alan Meyerson, Nick Kray and Glen Gathard                        | Nominalizare | [ 14 ]               |
| Costume Designers Guild Awards                | February 20, 2018 | Excellence in Fantasy Film                                                 | Lindy Hemming                                                                                             | Câștigat     | [ 15 ]               |
| Critics' Choice Movie Awards                  | January 11, 2018  | Best Action Movie                                                          | Wonder Woman                                                                                              | Câștigat     | [ 16 ] [ 17 ]        |
| Critics' Choice Movie Awards                  | January 11, 2018  | Best Costume Design                                                        | Lindy Hemming                                                                                             | Nominalizare | [ 16 ] [ 17 ]        |
| Critics' Choice Movie Awards                  | January 11, 2018  | Best Visual Effects                                                        | Wonder Woman                                                                                              | Nominalizare | [ 16 ] [ 17 ]        |
| Detroit Film Critics Society                  | December 7, 2017  | Breakthrough                                                               | Gal Gadot                                                                                                 | Nominalizare | [ 18 ]               |
| Dragon Awards                                 | September 3, 2017 | Best Science Fiction or Fantasy Movie                                      | Wonder Woman                                                                                              | Câștigat     | [ 19 ]               |
| Dublin Film Critics' Circle                   | December 13, 2017 | Best Director                                                              | Patty Jenkins                                                                                             | Runner-up    | [ 20 ]               |
| EDA Awards                                    | January 9, 2018   | Best Woman Director                                                        | Patty Jenkins                                                                                             | Nominalizare | [ 21 ] [ 22 ]        |
| EDA Awards                                    | January 9, 2018   | Outstanding Achievement by A Woman in The Film Industry                    | Patty Jenkins                                                                                             | Nominalizare | [ 21 ] [ 22 ]        |
| Empire Awards                                 | March 18, 2018    | Best Actress                                                               | Gal Gadot                                                                                                 | Nominalizare | [ 23 ]               |
| Empire Awards                                 | March 18, 2018    | Best Director                                                              | Patty Jenkins                                                                                             | Nominalizare | [ 23 ]               |
| Empire Awards                                 | March 18, 2018    | Best Film                                                                  | Wonder Woman                                                                                              | Nominalizare | [ 23 ]               |
| Empire Awards                                 | March 18, 2018    | Best Sci-Fi/Fantasy                                                        | Wonder Woman                                                                                              | Câștigat     | [ 23 ]               |
| Golden Reel Awards                            | February 18, 2018 | Feature Motion Picture – Music Score                                       | Wonder Woman                                                                                              | Nominalizare | [ 24 ]               |
| Golden Schmoes Awards                         | March 4, 2018     | Most Overrated Movie of the Year                                           | Wonder Woman                                                                                              | Runner-up    | [ 25 ]               |
| Golden Schmoes Awards                         | March 4, 2018     | Biggest Surprise of the Year                                               | Wonder Woman                                                                                              | Runner-up    | [ 25 ]               |
| Golden Schmoes Awards                         | March 4, 2018     | Best Actress of the Year                                                   | Gal Gadot                                                                                                 | Nominalizare | [ 25 ]               |
| Golden Schmoes Awards                         | March 4, 2018     | Breakthrough Performance of the Year                                       | Gal Gadot                                                                                                 | Nominalizare | [ 25 ]               |
| Golden Schmoes Awards                         | March 4, 2018     | Best Blu-Ray of the Year                                                   | Wonder Woman                                                                                              | Nominalizare | [ 25 ]               |
| Golden Schmoes Awards                         | March 4, 2018     | Best Action Sequence of the Year                                           | No Man's Land Battle                                                                                      | Nominalizare | [ 25 ]               |
| Golden Schmoes Awards                         | March 4, 2018     | Most Memorable Scene in a Movie                                            | No Man's Land Battle                                                                                      | Nominalizare | [ 25 ]               |
| Golden Schmoes Awards                         | March 4, 2018     | Best T&A of the Year                                                       | Gal Gadot                                                                                                 | Runner-up    | [ 25 ]               |
| Golden Tomato Awards                          | January 3, 2018   | Best Wide Release 2017                                                     | Wonder Woman                                                                                              | 4th place    | [ 26 ]               |
| Golden Tomato Awards                          | January 3, 2018   | Best Comic Book/Graphic Novel Movie 2017                                   | Wonder Woman                                                                                              | Câștigat     | [ 26 ]               |
| Golden Trailer Awards                         | June 6, 2017      | Best of Show                                                               | Wonder Woman                                                                                              | Câștigat     | [ 27 ] [ 28 ]        |
| Golden Trailer Awards                         | June 6, 2017      | Best Fantasy Adventure                                                     | Wonder Woman                                                                                              | Câștigat     | [ 27 ] [ 28 ]        |
| Golden Trailer Awards                         | June 6, 2017      | Best Summer 2017 Blockbuster Trailer                                       | Wonder Woman                                                                                              | Nominalizare | [ 27 ] [ 28 ]        |
| Golden Trailer Awards                         | June 6, 2017      | Best Fantasy / Adventure Poster                                            | Wonder Woman                                                                                              | Nominalizare | [ 27 ] [ 28 ]        |
| Golden Trailer Awards                         | June 6, 2017      | Best Summer 2017 Blockbuster Poster                                        | Wonder Woman                                                                                              | Câștigat     | [ 27 ] [ 28 ]        |
| Golden Trailer Awards                         | May 31, 2018      | Best Action TV Spot                                                        | Wonder Woman "Together"                                                                                   | Nominalizare | [ 29 ] [ 30 ]        |
| Golden Trailer Awards                         | May 31, 2018      | Best Action Poster                                                         | Wonder Woman "One Sheet"                                                                                  | Câștigat     | [ 29 ] [ 30 ]        |
| Golden Trailer Awards                         | May 31, 2018      | Best Action Poster                                                         | Wonder Woman "One Sheet" P+A                                                                              | Nominalizare | [ 29 ] [ 30 ]        |
| Golden Trailer Awards                         | May 31, 2018      | Best Billboard                                                             | Wonder Woman                                                                                              | Nominalizare | [ 29 ] [ 30 ]        |
| Golden Trailer Awards                         | May 31, 2018      | Best International Poster                                                  | Wonder Woman "Walking"                                                                                    | Câștigat     | [ 29 ] [ 30 ]        |
| Golden Trailer Awards                         | May 31, 2018      | Best Opening Title Sequence or Closing Credit Sequence                     | Wonder Woman "Film Title"                                                                                 | Nominalizare | [ 29 ] [ 30 ]        |
| Golden Trailer Awards                         | May 31, 2018      | Best Summer Blockbuster Poster                                             | Wonder Woman "One Sheet"                                                                                  | Nominalizare | [ 29 ] [ 30 ]        |
| Hollywood Music in Media Awards               | November 16, 2017 | Best Original Score – Sci-Fi/Fantasy Film                                  | Rupert Gregson-Williams                                                                                   | Nominalizare | [ 31 ] [ 32 ]        |
| Hugo Awards                                   | August 19, 2018   | Best Dramatic Presentation                                                 | Patty Jenkins (regizor), Allan Heinberg (scenariu, poveste), Zack Snyder (poveste), Jason Fuchs (poveste) | Câștigat     | [ 33 ]               |
| IndieWire Critics Poll                        | December 19, 2016 | Most Anticipated of 2017                                                   | Wonder Woman                                                                                              | locul 9      | [ 34 ]               |
| Los Angeles Online Film Critics Society       | January 3, 2018   | Best Female Director                                                       | Patty Jenkins                                                                                             | Nominalizare | [ 35 ]               |
| Los Angeles Online Film Critics Society       | January 3, 2018   | Best Stunt Work                                                            | Wonder Woman                                                                                              | Nominalizare | [ 35 ]               |
| Los Angeles Online Film Critics Society       | January 3, 2018   | Best Action/War                                                            | Wonder Woman                                                                                              | Nominalizare | [ 35 ]               |
| Los Angeles Online Film Critics Society       | January 3, 2018   | Best Blockbuster                                                           | Wonder Woman                                                                                              | Câștigat     | [ 35 ]               |
| Los Angeles Online Film Critics Society       | January 3, 2018   | Best Visual Effects                                                        | Wonder Woman                                                                                              | Nominalizare | [ 35 ]               |
| Movieguide Awards                             | February 2, 2018  | Best Movie for Mature Audiences                                            | Wonder Woman                                                                                              | Nominalizare | [ 36 ]               |
| MTV Movie & TV Awards                         | June 18, 2018     | Best Fight                                                                 | Gal Gadot vs. German Soldiers                                                                             | Câștigat     | [ 37 ]               |
| MTV Movie & TV Awards                         | June 18, 2018     | Best Hero                                                                  | Gal Gadot                                                                                                 | Nominalizare | [ 37 ]               |
| MTV Movie & TV Awards                         | June 18, 2018     | Best Movie                                                                 | Wonder Woman                                                                                              | Nominalizare | [ 37 ]               |
| Kids' Choice Awards                           | March 24, 2018    | Favorite Movie                                                             | Wonder Woman                                                                                              | Nominalizare | [ 38 ]               |
| Kids' Choice Awards                           | March 24, 2018    | Favorite Movie Actress                                                     | Gal Gadot                                                                                                 | Nominalizare | [ 38 ]               |
| National Board of Review                      | January 9, 2018   | Spotlight Award                                                            | Wonder Woman, Patty Jenkins and Gal Gadot                                                                 | Câștigat     | [ 39 ]               |
| Palm Springs International Film Festival      | January 2, 2018   | Rising Star Award – Actress                                                | Gal Gadot                                                                                                 | Câștigat     | [ 40 ]               |
| Producers Guild of America Awards             | January 20, 2018  | Best Theatrical Motion Picture                                             | Charles Roven, Richard Suckle, Zack Snyder, and Deborah Snyder                                            | Nominalizare | [ 41 ]               |
| Publicists Guild Awards                       | March 2, 2018     | Motion Picture                                                             | Wonder Woman                                                                                              | Nominalizare | [ 42 ]               |
| Santa Barbara Film Festival                   | February 3, 2018  | Virtuosos Award                                                            | Gal Gadot                                                                                                 | Câștigat     | [ 43 ]               |
| Satellite Awards                              | February 10, 2018 | Best Adapted Screenplay                                                    | Allan Heinberg                                                                                            | Nominalizare | [ 44 ]               |
| Satellite Awards                              | February 10, 2018 | Best Original Score                                                        | Rupert Gregson-Williams                                                                                   | Câștigat     | [ 44 ]               |
| Satellite Awards                              | February 10, 2018 | Best Visual Effects                                                        | Wonder Woman                                                                                              | Nominalizare | [ 44 ]               |
| Saturn Awards                                 | June 27, 2018     | Best Comic-to-Film Motion Picture                                          | Wonder Woman                                                                                              | Nominalizare | [ 45 ]               |
| Saturn Awards                                 | June 27, 2018     | Best Director                                                              | Patty Jenkins                                                                                             | Nominalizare | [ 45 ]               |
| Saturn Awards                                 | June 27, 2018     | Best Writing                                                               | Allan Heinberg                                                                                            | Nominalizare | [ 45 ]               |
| Saturn Awards                                 | June 27, 2018     | Best Actress                                                               | Gal Gadot                                                                                                 | Câștigat     | [ 45 ]               |
| Saturn Awards                                 | June 27, 2018     | Best Supporting Actor                                                      | Chris Pine                                                                                                | Nominalizare | [ 45 ]               |
| Saturn Awards                                 | June 27, 2018     | Best Costume Design                                                        | Lindy Hemming                                                                                             | Nominalizare | [ 45 ]               |
| Screen Actors Guild Awards                    | January 21, 2018  | Outstanding Performance by a Stunt Ensemble in a Motion Picture            | Wonder Woman                                                                                              | Câștigat     | [ 46 ]               |
| Taurus World Stunt Awards                     | May 12, 2018      | Best Fight                                                                 | Caitlin Dechelle, Oliver Gough, Ian Pead, Nick Mitchell Roeten and Luke Scott                             | Nominalizare | [ 47 ]               |
| Taurus World Stunt Awards                     | May 12, 2018      | Best Overall Stunt by a Stunt Woman                                        | Georgina Armstrong, Mickey Facchinello, Kim McGarrity, Natalie Padilla and Tilly Powell                   | Câștigat     | [ 47 ]               |
| Taurus World Stunt Awards                     | May 12, 2018      | Best Stunt Coordinator or/and 2nd Unit Director                            | Damon Caro, Tim Rigby and Marcus Shakesheff                                                               | Câștigat     | [ 47 ]               |
| Teen Choice Awards                            | August 13, 2017   | Choice Movie: Action                                                       | Wonder Woman                                                                                              | Câștigat     | [ 48 ] [ 49 ] [ 50 ] |
| Teen Choice Awards                            | August 13, 2017   | Choice Movie Actor: Action                                                 | Chris Pine                                                                                                | Câștigat     | [ 48 ] [ 49 ] [ 50 ] |
| Teen Choice Awards                            | August 13, 2017   | Choice Movie Actress: Action                                               | Gal Gadot                                                                                                 | Câștigat     | [ 48 ] [ 49 ] [ 50 ] |
| Teen Choice Awards                            | August 13, 2017   | Choice Movie: Ship                                                         | Gal Gadot and Chris Pine                                                                                  | Nominalizare | [ 48 ] [ 49 ] [ 50 ] |
| Teen Choice Awards                            | August 13, 2017   | Choice Liplock                                                             | Gal Gadot and Chris Pine                                                                                  | Nominalizare | [ 48 ] [ 49 ] [ 50 ] |
| Teen Choice Awards                            | August 13, 2017   | Choice Movie: Summer                                                       | Wonder Woman                                                                                              | Nominalizare | [ 48 ] [ 49 ] [ 50 ] |
| Teen Choice Awards                            | August 13, 2017   | Choice Movie Actor: Summer                                                 | Chris Pine                                                                                                | Nominalizare | [ 48 ] [ 49 ] [ 50 ] |
| Teen Choice Awards                            | August 13, 2017   | Choice Movie Actress: Summer                                               | Gal Gadot                                                                                                 | Nominalizare | [ 48 ] [ 49 ] [ 50 ] |
| USC Scripter Awards                           | February 10, 2018 | Best Adapted Screenplay                                                    | Allan Heinberg and William Moulton Marston                                                                | Nominalizare | [ 51 ]               |
| Washington D.C. Area Film Critics Association | December 8, 2017  | Best Production Design                                                     | Aline Bonetto and Anna Lynch-Robinson                                                                     | Nominalizare | [ 52 ]               |
| Women Film Critics Circle                     | December 17, 2017 | Women's Work: Best Ensemble                                                | Wonder Woman                                                                                              | Nominalizare | [ 53 ]               |
| Women Film Critics Circle                     | December 17, 2017 | Best Female Action Hero                                                    | Wonder Woman                                                                                              | Câștigat     | [ 53 ]               |
| Women Film Critics Circle                     | December 17, 2017 | Best Equality of the Sexes                                                 | Wonder Woman                                                                                              | Nominalizare | [ 53 ]               |

## În Universul Extins DC
Deși filmul prezintă originile Dianei ca super-eroul Femeia Fantastică, aceasta nu este prima apariție a personajului în Universul Extins DC, ci a fost în Batman vs. Superman: Zorii dreptății. Filmul este al patrulea în DCEU, fiind precedat de Brigada sinucigașilor (unde personajul nu apare deloc), și urmat de Justice League (unde are un rol principal, devenind membră a echipei titulare).